# Shavo Odadjian
Shavarsh "Shavo" Odadjian (armeniska: Շավո Օդադջյան), född 22 april 1974 i Jerevan, Armenien, är en armenisk-amerikansk musiker. Han är mest känd som basist i bandet System of a Down. Odadjian har regisserat flera av bandets musikvideor, däribland "Aerials", "Question!" och "Hypnotize". Odadjian är även en DJ i Los Angeles och går då under namnen DJ Tactic eller DJ DecompozeR. Han syns som hastigast i musikvideon till låten "Big Gun" av AC/DC (där han står bredvid Arnold Schwarzenegger) och han syns även i komedifilmen Zoolander. Han är gift med Sonia och under deras bröllop uppträdde bland andra Harout Pamboukjian och Daron Malakian. Tillsammans har de en son, född i januari 2012.

## Biografi

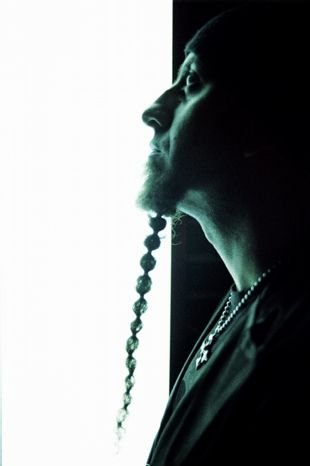
Odadjians kännetecken: hans annorlunda utformade skägg.

Odadjian och hans familj lämnade Armeniska SSR 1979. Odadjian gick på samma privatskola, Rose and Alex Pilibos Armenian School, som två av bandmedlemmarna i System of a Down (Serj Tankian och Daron Malakian), men de tre umgicks inte under denna tid då de inte gick i samma klass (på grund av åldersskillnaden dem emellan). Istället träffades de först 1992, då de alla arbetade på separata projekt i samma inspelningsstudio. Malakian och Tankian bildade bandet Soil (tillsammans med David Hakopyan och Domingo "Dingo" Larino). Odadjian anslöt sig senare till bandet först i form av deras manager och sedan som deras kompgitarrist. När bandet System of a Down bildades gick han med som basist.
System of a Down hade problem med att få ett första gig, då de ännu inte hade släppt någon demokassett. Odadjian förklarade att "vi inte hade några pengar, men att vi ville uppträda. Jag jobbade på banken First Interstate och mellan kreditöverföringarna brukade jag ringa till Roxy [Theatre] och säga "Kan du inte ge oss ett gig? Eddie, ge oss ett gig.". Han svarade då att "Jag behöver en demokassett. Jag kan inte bara ge bort gig." Fem minuter senare ringde jag igen. En dag fick Roxy nog och sa "Okej då! Gå och sälj 75 biljetter.". Vi sålde 150 stycken." Deras första uppträdande på Roxy Theatre var den 25 maj 1995.
När System of a Down gjorde ett uppehåll från och med 2006 valde Odadjian att starta ett projekt tillsammans med RZA från Wu-Tang Clan, Kinetic-9 från Killarmy och Reverend William Burke vid namn Achozen (ibland stavat AcHoZeN). Deras första konsert var den 1 december 2006 på Key Club i Los Angeles och deras låt "Deuces" spelas i början av filmen Babylon A.D. från 2008. Den andra låten som de släppte hette "Salute/Sacrifice" och den släpptes den 13 november 2009. Ett debutalbum är på väg, men det är ännu oklart när det kommer att släppas. Förutom detta startade Odadjian en konst-/musikportal vid namn urSESSION i början av 2008.